# Lithokymbalon
Das Lithokymbalon ist ein vom Wiener Musiker Franz Weber erfundenes Lithophon, die Klangerzeugung erfolgt also durch Anschlagen von Steinplatten. In diesem Fall wurden Scheiben aus Alabaster als Klangkörper verwendet. Weber stellte sein Instrument im Herbst 1837 in Wien vor. Der Name ist aus Griechisch lithos („Stein“) und kymbalon („Becken“, vgl. „Zimbel“) zusammengesetzt.
Laut der Allgemeinen Musikalischen Zeitung war Weber in der Lage, anspruchsvolle Variationen der Komponisten Joseph Mayseder und Carl Czerny auf diesem einfach aufgebauten Instrument aufzuführen.